# Administratorzy Norfolku

## Lista administratorówNorfolku
| Data                                 | Osoba, nazwa urzędu                                 | Uwagi        |
| ------------------------------------ | --------------------------------------------------- | ------------ |
| 6 marca 1788 do 24 marca 1790        | Philip Gidley King, porucznik-gubernator            | pierwszy raz |
| 24 marca 1790 do 1791                | Robert Ross, porucznik-gubernator                   |              |
| 4 listopada 1791 do 29 czerwca 1800  | Philip Gidley King, porucznik-gubernator            | drugi raz    |
| 1796 do 1799                         | John Townson, porucznik-gubernator                  |              |
| 1799 do 1800                         | Thomas Rowley, porucznik-gubernator                 |              |
| 1800 do 1804                         | Joseph Foveaux, porucznik-gubernator                |              |
| 1804 do 1810                         | John Piper, porucznik-gubernator                    |              |
| 1810 do 1814                         | Tankerville Alexander Crane, porucznik-gubernator   |              |
| 1814 do 1825                         | urząd zniesiony                                     |              |
| 1825 do 1826                         | Richard Turton, komendant                           |              |
| 1826 do 1827                         | Vance Young Donaldson, komendant                    |              |
| 1827 do 1828                         | Thomas Edward Wright, komendant                     |              |
| 1828 do 1829                         | Robert Hunt, komendant                              |              |
| 1829 do 1829                         | Joseph Wakefield, komendant                         |              |
| 1829 do 1834                         | James Thomas Morisset, komendant                    |              |
| 1834 do 1834                         | Foster Fyans, komendant                             |              |
| 1834 do 1839                         | James Anderson, komendant                           |              |
| 1839 do 1839                         | Thomas Bunbury, komendant                           |              |
| 1840 do 1840                         | Thomas Ryan, komendant                              |              |
| 1840 do 1844                         | Alexander Maconochie, komendant                     |              |
| 1844 do 1846                         | Joseph Childs, komendant                            |              |
| 1846 do 1853                         | John Giles Price, komendant                         |              |
| 1855 do 1856                         | urząd zniesiony                                     |              |
| 1856 do 1857                         | George Henry Frederick Young, Chief Magistrate      | pierwszy raz |
| 1858 do 1858                         | Isaac Christian, Chief Magistrate                   |              |
| 1859 do 1859                         | George Henry Frederick Young, Chief Magistrate      | drugi raz    |
| 1860 do 1861                         | Thomas Buffett, Chief Magistrate                    |              |
| 1862 do 1865                         | Arthur Quintal II, Chief Magistrate                 | pierwszy raz |
| 1866 do 1866                         | William Quintal, Chief Magistrate                   | pierwszy raz |
| 1867 do 1870                         | John Buffett, Chief Magistrate                      | pierwszy raz |
| 1871 do 1871                         | David Buffett, Chief Magistrate                     |              |
| 1872 do 1873                         | William Quintal, Chief Magistrate                   | drugi raz    |
| 1874 do 1875                         | Fletcher Christian Nobbs, Chief Magistrate          |              |
| 1876 do 1880                         | Francis Mason Nobbs, Chief Magistrate               | pierwszy raz |
| 1881 do 1882                         | John Buffett, Chief Magistrate                      | drugi raz    |
| 1883 do 1884                         | Francis Mason Nobbs, Chief Magistrate               | drugi raz    |
| 1885 do 1885                         | Arthur Quintal II, Chief Magistrate                 | drugi raz    |
| 1886 do 1887                         | Stephen Christian, Chief Magistrate                 | pierwszy raz |
| 1888 do 1888                         | Henry Seymour Buffett, Chief Magistrate             |              |
| 1889 do 1890                         | Stephen Christian, Chief Magistrate                 | drugi raz    |
| 1891 do 1892                         | Byron Stanley Mitchell Adams, Chief Magistrate      | pierwszy raz |
| 1893 do 1893                         | Stephen Christian, Chief Magistrate                 | trzeci raz   |
| 1894 do 1894                         | Francis Mason Nobbs, Chief Magistrate               | trzeci raz   |
| 1895 do 1896                         | Byron Stanley Mitchell Adams, Chief Magistrate      | drugi raz    |
| 1896 do 1898                         | Warner Wright Spalding, Administrator               |              |
| 1898 do 1903                         | Charles McArthur King, Administrator                |              |
| 1903 do 1907                         | Walton Drake, Administrator                         |              |
| 1907 do 1913                         | Charles Sinclair Elliot, Administrator              |              |
| 21 sierpnia 1913 do 30 sierpnia 1920 | Michael Vincent Murphy, Administrator               | pierwszy raz |
| 1 września 1920 do 30 czerwca 1924   | John William Parnell, Administrator                 |              |
| 1 lipca 1924 do 16 października 1926 | Edwin Thomas Leane, Administrator                   |              |
| 1926 do 1926                         | Henry Stephenson Edgar, Administrator               | pierwszy raz |
| 1926 do 1 lutego 1927                | Michael Vincent Murphy, Administrator               | drugi raz    |
| 1 lutego 1927 do 25 stycznia 1928    | Victor Conradsdorf Morisset Sellheim, Administrator |              |
| 25 stycznia 1928 do 6 czerwca 1928   | Henry Stephenson Edgar, Administrator               | drugi raz    |
| 6 czerwca 1928 do 21 stycznia 1929   | Charles Edward Herbert, Administrator               |              |
| 1 maja 1929 do 30 czerwca 1932       | Alfred Joshua Bennett, Administrator                |              |
| 1 lipca 1932 do 3 grudnia 1937       | Charles Robert Pinney, Administrator                |              |
| 4 grudnia 1937 do 31 grudnia 1945    | Sir Charles Rosenthal, Administrator                |              |
| 1 stycznia 1946 do 31 grudnia 1952   | Alexander Wilson, Administrator                     |              |
| 1 stycznia 1953 do 30 kwietnia 1958  | Colin Hugh Boyd Norman, Administrator               |              |
| 1 maja 1958 do 1962                  | Reginald Sylvester Leydin, Administrator            |              |
| 1962 do 1964                         | Robert Hurley Wordsworth, Administrator             |              |
| 1964 do 1966                         | Roger Bede Nott, Administrator                      |              |
| 1966 do czerwiec 1968                | Reginald Marsh, Administrator                       |              |
| lipiec 1968 do sierpień 1972         | Robert Nixon Dalkin, Administrator                  |              |
| sierpień 1972 do 31 sierpnia 1975    | Edward Thomas Pickerd, Administrator                | pierwszy raz |
| 1 września 1975 do 31 maja 1976      | Charles Ivens Buffett, tymczasowy Administrator     |              |
| 1 czerwca 1976 do 4 września 1976    | Edward Thomas Pickerd, tymczasowy Administrator     | drugi raz    |
| 4 września 1976 do 4 września 1979   | Desmond Vincent O'Leary, Administrator              |              |
| 5 września 1979 do 19 marca 1981     | Peter Coleman, Administrator                        |              |
| 19 marca 1981 do 10 maja 1981        | Ian Hutchinson, tymczasowy Administrator            |              |
| 11 maja 1981 do 27 stycznia 1982     | Thomas Ferguson Paterson, tymczasowy Administrator  |              |
| 28 stycznia 1982 do 28 kwietnia 1985 | Raymond Edward Trebilco, Administrator              |              |
| 29 kwietnia 1985 do 31 grudnia 1988  | John Alexander Matthew, Administrator               |              |
| 31 grudnia 1988 do 12 kwietnia 1989  | William McFadyen Campbell, tymczasowy Administrator |              |
| 13 kwietnia 1989 do 12 kwietnia 1992 | Herbert Bruce MacDonald, Administrator              |              |
| 13 kwietnia 1992 do 30 czerwca 1997  | Alan Gardner Kerr, Administrator                    |              |
| 1 lipca 1997 do 3 sierpnia 1997      | Ralph Alexander Condon, tymczasowy Administrator    |              |
| 4 sierpnia 1997 do 30 lipca 2003     | Anthony Tony John Messner, Administrator            |              |
| 30 lipca 2003 do 1 listopada 2003    | Michael Stephens, tymczasowy Administrator          |              |
| 1 listopada 2003 nadal               | Grant Tambling, Administrator                       |              |